# Monte Emei
O Monte Emei é uma montanha em Sujuão, China. É a mais alta da montanhas sagradas budistas. Foi declarado Património Mundial da Unesco em 1996.
O primeiro templo budista da China foi construído no século I, sobre o Monte Emei. A adição de outros templos transformou o local num dos principais lugares santos do Budismo. Durante os séculos, os tesouros culturais cresceram em número. O Monte Emei também é notável pela vegetação muito diversificada, variando de florestas sub-tropicais a sub-alpinas. Algumas das árvores têm mais de mil anos de idade.

## Galeria

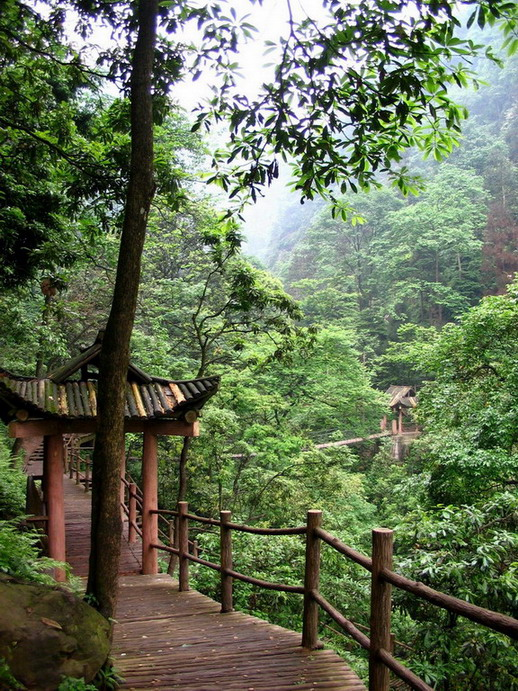
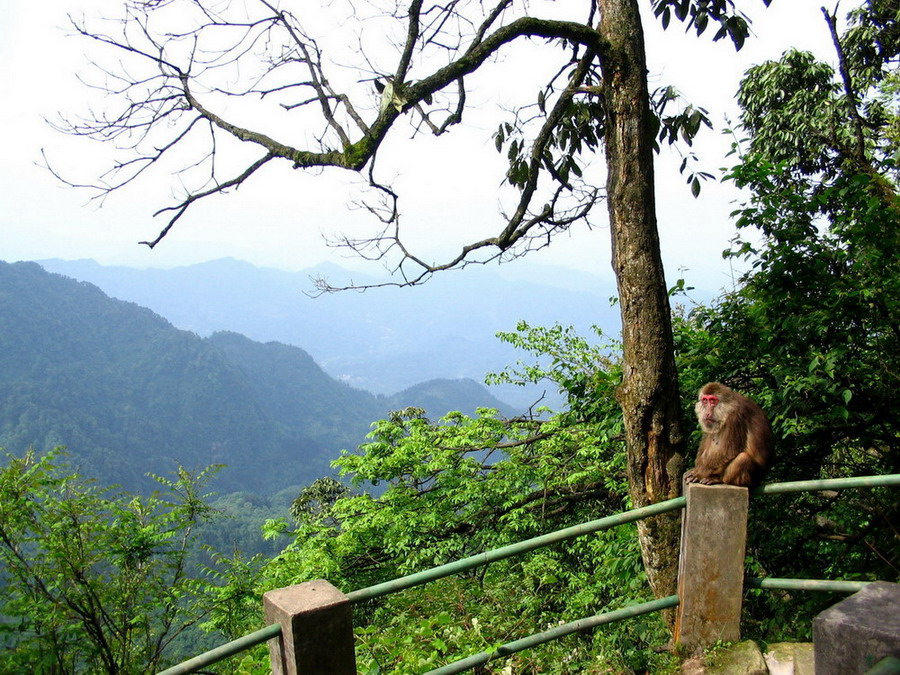
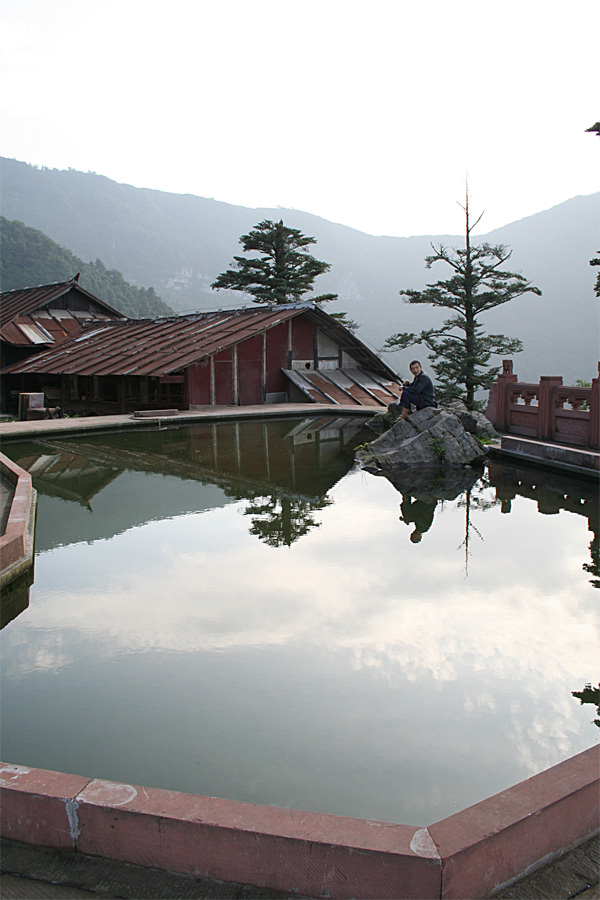